# Ilda Urízar
Ilda María Urízar Peroni de Arias (Lima, 21 de agosto de 1949 - Lima, 19 de marzo de 1996), fue una médica y política peruana. Alta dirigente y miembro del Partido Aprista Peruano, fue la primera mujer en ejercer como ministra de salud en el primer gobierno de Alan García. Fue también en dos periodos diputada en 1980 hasta 1990.

## Vida política
Comenzó a militar en el Partido Aprista Peruano a los 14 años.

### Diputada por Lima
Su primera participación se dio en las elecciones parlamentarias de 1980, Urízar decidió postular al Cámara de diputados y logró ser elegida, para el período de periodo parlamentario 1980-1985.
Fue la diputada más joven en ese periodo legislativo.
En las elecciones parlamentarias de 1985, donde postuló a la Cámara de Diputados y resultó reelegida diputada para el periodo parlamentario 1985-1990.
En ese periodo ejerció como presidenta de la Comisión de Familia (1985-1986) y presidenta de la Comisión de Salud (1989-1990).

### Ministra de Salud
El 29 de junio de 1987, Urízar fue nombrada por el presidente Alan García como ministra de Salud en su 1.er gobierno, siendo la primera mujer junto a Mercedes Cabanillas  en ocupar un cargo ministerial en la historia peruana. 
Estuvo en el primer gabinete ministerial presidido por Guillermo Larco Cox hasta mayo de 1988.